# Ambonnay
Ambonnay is een gemeente in het Franse departement Marne (regio Grand Est). De plaats maakt deel uit van het arrondissement Épernay. Ambonnay telde op 1 januari 2022 962 inwoners.
De gemeente staat op de lijst van grand cru-gemeenten van de Champagne. Dat betekent dat alle druiven uit de wijngaarden binnen deze gemeente, ongeacht de bodem en de ligging, een "grand cru" champagne leveren. De uitstekende pinot noir uit Ambonnay wordt gebruikt in onder andere de champagnes van Soutiran. 

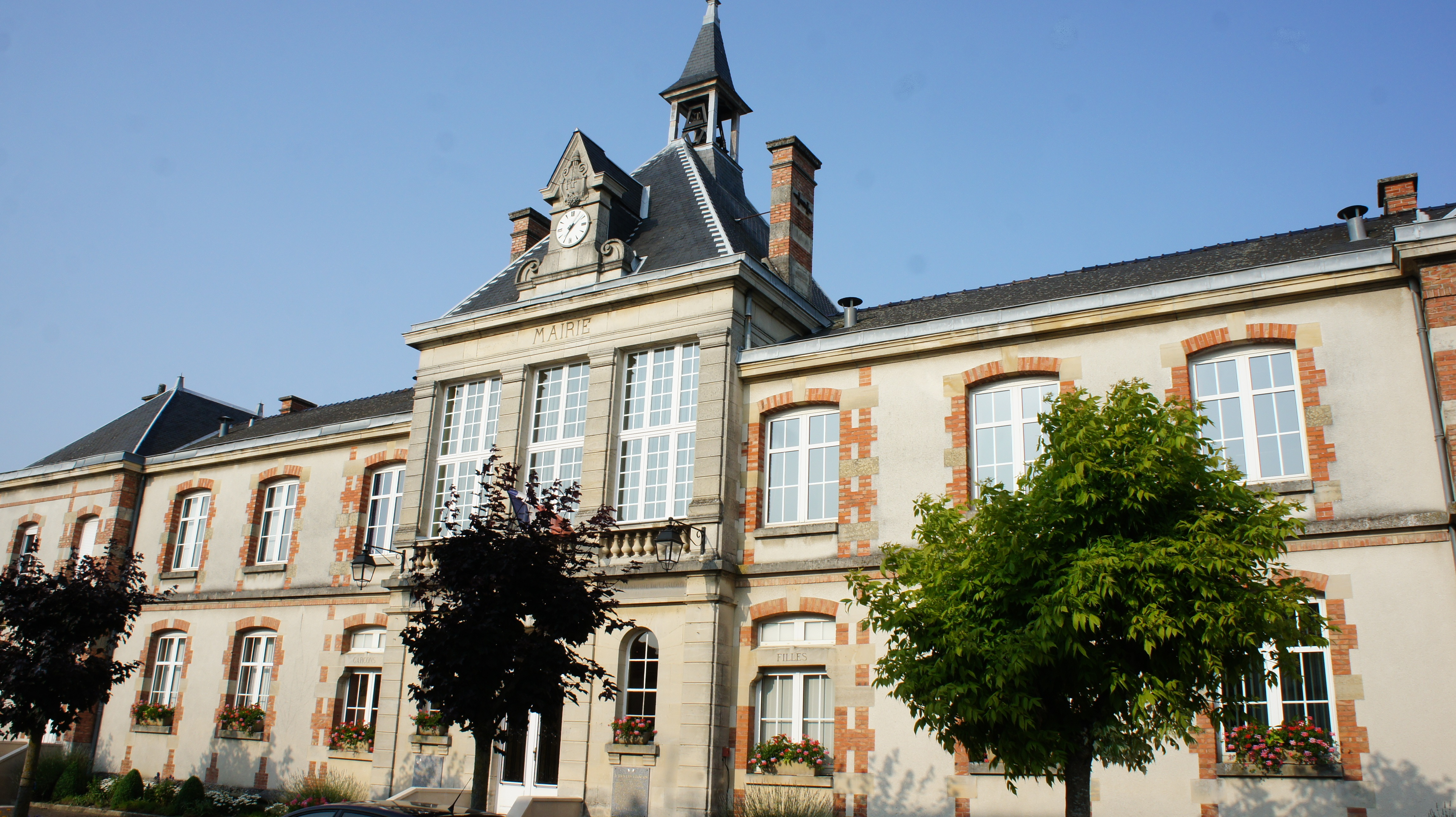
Gemeentehuis
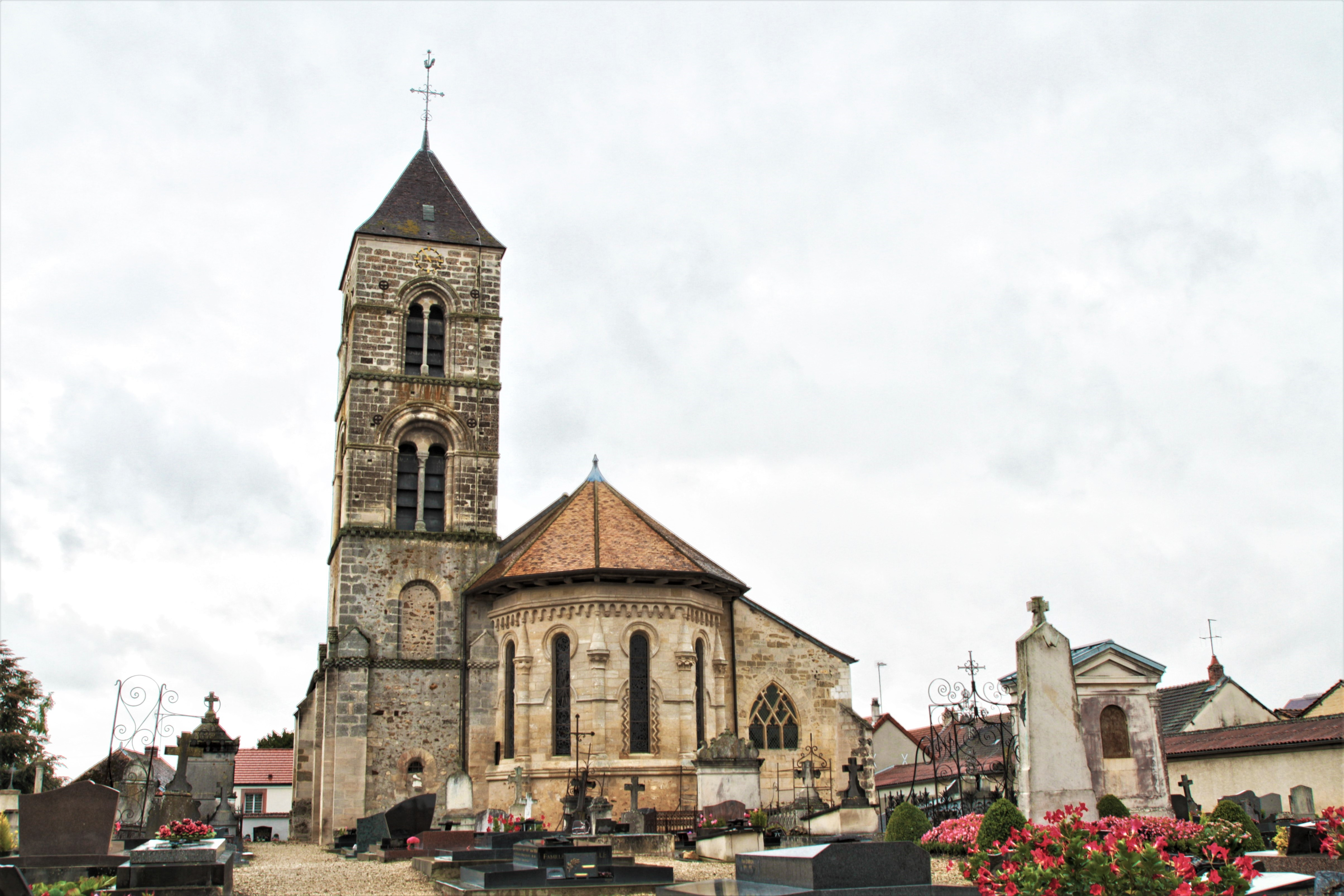
Kerk van St. Réol in Ambonnay

## Geografie
De oppervlakte van Ambonnay bedroeg op 1 januari 2022 11,8 vierkante kilometer; de bevolkingsdichtheid was toen 81,5 inwoners per km².

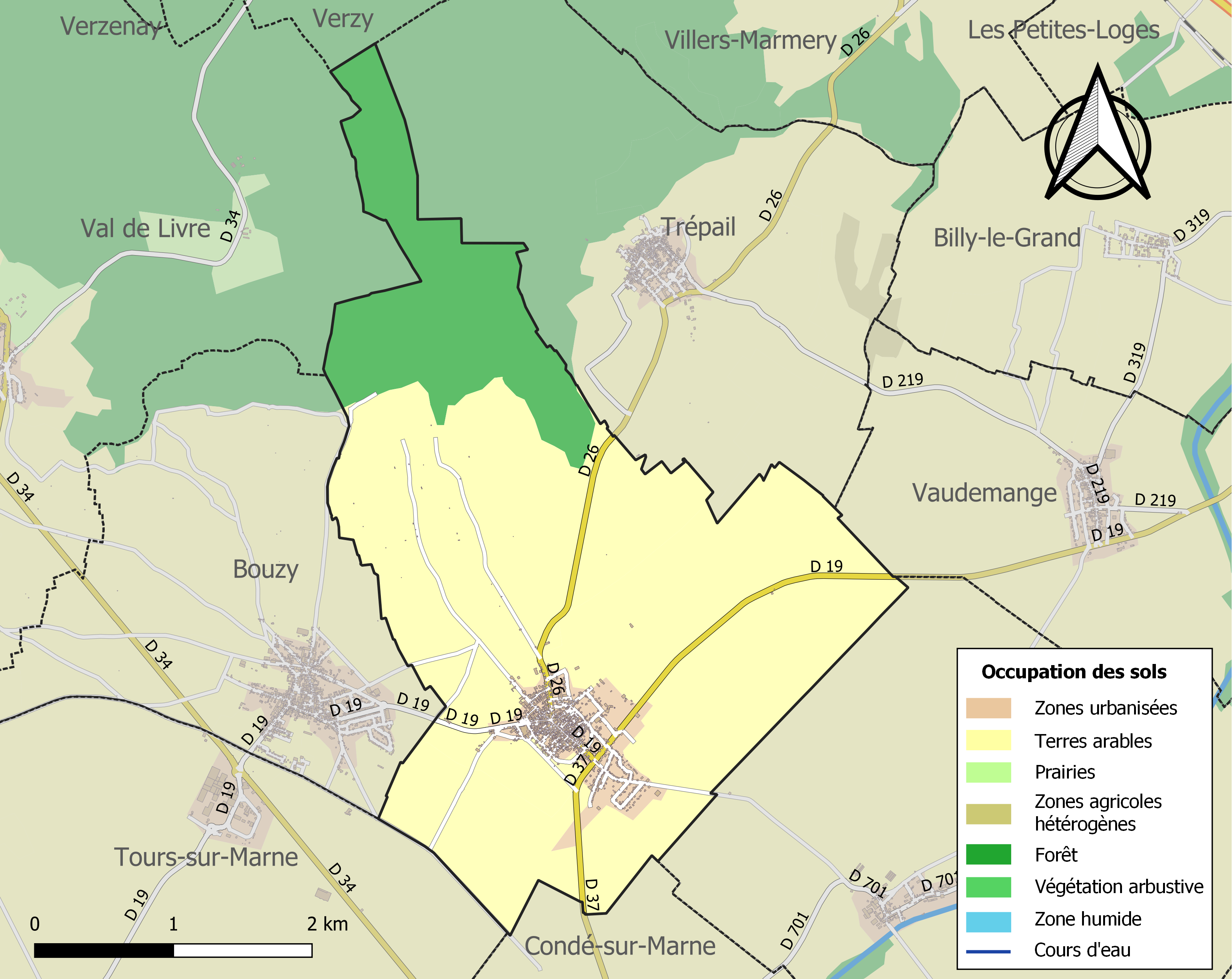
Kaart van de gemeente met de belangrijkste infrastructuur, bodemgebruik en omliggende gemeenten

## Demografie
Onderstaande figuur toont het verloop van het inwonertal (bron: INSEE-tellingen).